# Berillo di Catania
Berillo di Catania (Antiochia di Siria, ... – I secolo) è stato un vescovo romano, venerato come santo dalla Chiesa cattolica.
Originario di Antiochia di Siria, secondo la tradizione san Berillo sarebbe stato ordinato vescovo da san Pietro nel I secolo e inviato in Sicilia dove divenne il primo vescovo di Catania.
Su san Berillo, Gaetano Zito afferma:
(Gaetano Zito, Storia delle Chiese di Sicilia, Libreria editrice vaticana, 2009, p. 357)